# Motocross (jeu vidéo)
Motocross est un jeu vidéo de course de moto-cross développé et édité par Mattel Electronics, sorti en 1983 sur la console Intellivision,.

## Système de jeu
Motocross propose des courses solo ou à 2 joueurs, sur trois circuits tout-terrain accidentés, avec la possibilité de personnaliser le sien.

## Développement
Rick Levine commence le développement dès la fin de son travail sur PBA Bowling, en 1981, mais il quitte subitement Mattel. C'est Rick Koenig, motard, qui se fait un plaisir de reprendre le projet au bout de plusieurs mois. Ne conservant que le design de base et les graphismes existants (qui seront complétés par Joe Ferreira), il reprend la programmation à zéro, cherchant à écrire des routines reproduisant au mieux les accélérations, les sauts et la gravité pour donner un effet réaliste aux mouvements des motos.

## Héritage
Koenig réutilisera par la suite ses algorithmes dans trois autres jeux de course : Racing Destruction Set sur Commodore 64 pour Electronic Arts, Stadium Mud Buggies sur Intellivision pour INTV, et Monster Truck Rally sur NES pour INTV.
Motocross est présent, émulé, dans la compilation Intellivision Lives! (en) sortie sur diverses plateformes.
Le 16 juin 2010, Motocross est ajouté au service Game Room (en) de Microsoft, accessible sur Xbox 360 et PC.
Motocross fait partie des jeux intégrés dans la console Intellivision Flashback, sortie en 2014.